# La chiamavano Cosetta
La chiamavano Cosetta è un film muto italiano del 1917 diretto da Eugenio Perego.